# Le Destin
Pour les articles homonymes, voir Destin (homonymie).
Pour plus de détails, voir Fiche technique et Distribution.
Le Destin (المصير, Al-Massir) est un film égyptien, 33e long-métrage de Youssef Chahine, sorti en 1997.
Traitant de la tolérance et de l'intégrisme dans une histoire située au XIIe siècle, c'est un film d'une grande actualité.
En 1997, le film remporte le Prix du cinquantième anniversaire du Festival de Cannes.

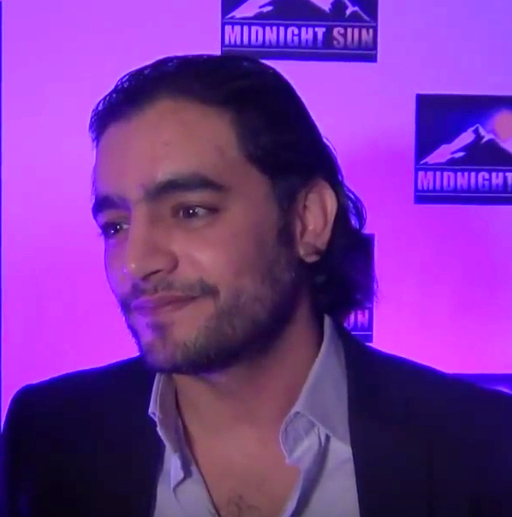
Hani Salama

À travers la vie du savant et philosophe Averroès, est évoquée l'Andalousie musulmane du XIIe siècle, lieu d'affrontements entre religieux fanatiques et savants soucieux de la diffusion des connaissances.

## Synopsis
Joseph, fils d'un chrétien du Languedoc mort sur le bûcher pour avoir traduit Averroès, rejoint Cordoue, où la famille du philosophe l'accueille. Le cadi et philosophe Averroès, premier conseiller du Calife al-Mansur, est reconnu pour sa sagesse, sa tolérance et son équité. Abdellah, fils du Calife, passe son temps à danser chez les Gitans : il est amoureux et aimé de Sarah, belle-sœur de Marwan, l'ami d'Averroès. Le Calife et Nasser, héritier du trône, condamnent sa conduite. Or les membres d'une secte fanatique parviennent à le recruter. Ils blessent en outre grièvement Marwan, représentant pour eux l'impiété tout comme Averroès. Par calcul politique, Cheikh Riad, leur chef, et Mansour veulent faire exécuter les meurtriers, mais Averroès se contente de les condamner à la prison, considérant qu'ils sont manipulés et que les vrais coupables sont ceux qui les endoctrinent. Comme le veut la règle de la secte dans ce cas, ils se suicident néanmoins — ou « sont suicidés » par elle. Abdellah, devenu comme eux un « fou de dieu », pourrait suivre le même chemin, et Marwan va le libérer contre son gré. Joseph comprend que les œuvres d'Averroès sont menacées par l'influence que la secte exerce désormais sur Mansour et, soutenu par Nasser et d'autres disciples, commence à les copier. L'émir de la secte se venge en faisant tuer Marwan, ce qui finit par ouvrir les yeux d'Abdellah. Joseph échoue à mettre une copie des livres à l'abri en Languedoc, mais Nasser en emmène une autre en Égypte. Alors que les chrétiens menacent le califat, Mansour, qui veut amadouer les intégristes pour mobiliser le peuple, ordonne l'autodafé de toutes les œuvres d'Averroès et son bannissement. Alors que celui-ci s'apprête à s'exiler avec sa famille et celle de Marwan, la nouvelle lui parvient de ce que Nasser a réussi. son œuvre est sauvée : « les idées ont des ailes, nul ne peut arrêter leur vol ».

## Fiche technique
- Titre original : Al-Massir
- Titre français : Le Destin
- Réalisation : Youssef Chahine
- Scénario : Youssef Chahine, Khaled Youssef
- Production : Humbert Balsan, Gabriel Khoury
- Photographie : Mohsen Nasr
- Musique : Kamal el-Tawil, Yohia el-Mougy
- Société de distribution : Pyramide
- Pays d'origine :  Égypte
- Langue originale : arabe
- Lieux de tournage : Cité de Carcassonne
- Genre : Biopic, drame et historique
- Durée : 135 minutes
- Date de sortie :
  - France : 25 juin 1997

## Distribution
- Nour El-Sherif : Averroès (crédité Nour El Cherif)
- Laila Eloui : la gitane
- Mahmoud Hemeida : Al Mansour, le calife
- Safia el-Emary (en) : Zeinab, la femme d'Averroès
- Mohamed Mounir : Marwan
- Khaled El Nabawy : Nasser, fils du calife
- Seif Abdelrahman : le frère du Calife (crédité Seif Abdel Rahman)
- Abdalla Mahmoud : Borhan
- Ahmed Fouad Selim : Cheikh Riad
- Rogeena Rogeena : Salma (créditée Regina)
- Magdy Edris : l’émir de la secte (crédité Magdi Idris)
- Ahmed Moukhtar : Bard
- Sherifa Maher : la mère de Manuella
- Rayek Azzab : El Razi
- Hasan El-Adl : Gaafar
- Hani Salama : Abdellah, fils du Calife
- Faris Rahoma : Youssef
- Mohamed Malas
- Sanaa Younes
- Ingi Abaza : Sarah
- Karolina Keisar : la petite gitane
- Muhammad Ragab : le voleur
- Bertrand Triguer

## Distinctions
- Prix Humanum 1997 de l'UPCB / UBFP - Union de la presse cinématographique belge
- Prix du cinquantième anniversaire du Festival de Cannes